# Sally Fraser
Sally Fraser (* 12. Dezember 1932 in Williston, North Dakota; † 13. Januar 2019 in Harrison, Idaho) war eine US-amerikanische Schauspielerin. Bekanntheit erlangte sie durch ihre Rollen in B-Movies der 1950er-Jahre.

## Leben
Sally Fraser wurde 1932 in Williston geboren wuchs seit ihrem vierten Lebensjahr mit ihren vier älteren Geschwistern in Minneapolis auf, ehe die Familie nach Südkalifornien zog, als Fraser zehn Jahre alt war. Nach einem Auftritt in einer lokalen Fernsehshow nahm sie Schauspielunterricht und erhielt ihre ersten Rollen in Theaterstücken. 1952 erhielt Fraser eine kleine Rolle in einer Folge der Fernsehserie Adventures of Wild Bill Hickok. In den folgenden Jahren trat sie so als Gastdarstellerin in verschiedenen Fernsehserien auf, darunter 1953 in einer Folge der frühen Science-Fiction-Serie Space Patrol. Bei ihren beiden ersten kleinen Filmrollen in All meine Sehnsucht und Unternehmen Panthersprung im selben Jahr blieb Fraser im Abspann ungenannt.
Ihre größte Bekanntheit erlangte Sally Fraser durch Rollen in sogenannten B-Movies. So spielte sie 1956 die Frau des Hauptdarstellers Peter Graves im Science-Fiction-Horrorfilm It Conquered the World sowie 1958 eine Nebenrolle im Horrorfilm Die Rache der schwarzen Spinne. Im selben Jahr übernahm Fraser die weiblichen Hauptrollen in den Monsterfilmen War of the Colossal Beast und In den Klauen des Giganten. Zu ihren bekanntesten Filmauftritten außerhalb von B-Movies gehörte eine kleine Rolle als Rezeptionistin bei den Vereinten Nationen in Alfred Hitchcocks Der unsichtbare Dritte im Jahr 1959. 1960 verkörperte sie eine Prostituierte in der Literaturverfilmung Elmer Gantry, blieb jedoch im Abspann ungenannt.
Sally Fraser war bis 1970 als Schauspielerin aktiv und zog sich anschließend ins Privatleben zurück. Sie heiratete und wurde Mutter. In den 1980er-Jahren zog die Familie auf eine Farm nach Idaho, wo Fraser bis zu ihrem Tod lebte. Sie starb am 13. Januar 2019 im Alter von 86 Jahren in der kleinen Gemeinde Harrison.

## Filmografie (Auswahl)
- 1952: The Adventures of Wild Bill Hickok (Fernsehserie, eine Folge)
- 1953: Space Patrol (Fernsehserie, eine Folge)
- 1953: All meine Sehnsucht (All I Desire)
- 1953: Unternehmen Panthersprung (Flight Nurse)
- 1956: It Conquered the World
- 1958: In den Klauen des Giganten (Giant from the Unknown)
- 1958: Die Rache der schwarzen Spinne (Earth vs. the Spider)
- 1958: Gigant des Grauens (War of the Colossal Beast)
- 1959: Der unsichtbare Dritte (North by Northwest)
- 1960: Elmer Gantry
- 1962: Dangerous Charter
- 1968/1970: Lassie (Fernsehserie, zwei Folgen)